# Casatschok/Per un anno che se ne va
Casatschok/Per un anno che se ne va è un singolo della cantante italiana Dori Ghezzi pubblicato nel 1968 dalla casa discografica Durium.

## Descrizione
Casatshok è il brano con cui si è fatta conoscere Dori Ghezzi, è rifacimento del brano scritto dal russo Matvei Blanter Katjuša.
Il brano ha avuto un grandissimo successo, la cantante ha partecipato al Cantagiro 1968 e a Canzonissima 1969. Inoltre ha anche presentato il brano in varie trasmissioni televisive come Settevoci, Chissà chi lo sa e È domenica ma senza impegno.
Il disco è stato pubblicato anche in Argentina, Finlandia, Yugoslavia e in Spagna.

## Tracce
1. Casatschok (Di Danilo Alberto Ciotti, Giancarlo Guardabassi e Boris Rubaschkin)
2. Per un anno che se ne va (Di Andrea Lo Vecchio, Goffredo Canarini, Michele Francesio e Roberto Vecchioni)